# یواس‌اس جاب (دی‌یی-۷۰۷)
یواس‌اس جاب (دی‌یی-۷۰۷) (به انگلیسی: USS Jobb (DE-707)) یک کشتی بود که طول آن ۳۰۶ فوت (۹۳ متر) بود. این کشتی در سال ۱۹۴۴ ساخته شد.